# محمد خاتمی (نظامی)
سید محمد امیر خاتمی (۱۲ اسفند ۱۲۹۷ – ۲۱ شهریور ۱۳۵۴) معروف به محمد خاتمی، ارتشبد خلبان اف-۸۴ تاندرجت و اف-۴ فانتوم ۲ نیروی هوایی شاهنشاهی ایران و به مدت ۱۷ سال فرمانده آن نیرو از ۱۵ مهر ۱۳۳۷ تا ۲۱ شهریور ۱۳۵۴ بود. وی همچنین در پست هافبک در فوتبال فعالیت داشت و به مدت چند سال هافبک و کاپیتان باشگاه فوتبال تاج و تیم ملی ایران نیز بود که در نهایت در ۱۳۳۱ از فوتبال کناره‌گیری کرد. او پس از کودتای ۲۵ مرداد ۱۳۳۲ خلبانی هواپیمایی را بر عهده داشت که شاه را به بغداد برد.
وی همسر دوم فاطمه پهلوی، دختر رضا شاه نیز بود. هنگامی که خاتمی در حوالی سد دز در حال پرواز با کایت بود، سقوط کرد و درگذشت. پس از مرگ وی شایعاتی مبنی بر دست داشتن خانواده سلطنتی و ساواک در مرگ او پراکنده شد. پایگاه هشتم شکاری اصفهان برای زنده نگهداشتن یاد وی، به پایگاه خاتمی تغییر نام داد.

## زندگی شخصی
محمد خاتمی در ۱۲۹۷ و در محله صیقلان رشت در خانواده‌ای مذهبی  متولد شد. وی فرزند محمود خاتمی و خواهرزاده سیدحسن امامی بود. مادر وی سیّده فاطمه امامی نام داشت. پس از گذراندن تحصیلات ابتدایی، دوره متوسطه را در دبیرستان البرز گذراند. خاتمی در ۱۳۱۸ داوطلب گذراندن نخستین دوره دوساله رشته هوایی شد و در ۱۳۲۰ موفق به اخذ درجه افسری گشت. او در ۱۳۲۴ با پرویندخت خدیوی ازدواج کرد و حاصل این ازدواج فرزندی به نام صبریه خاتمی بود. وی از سال ۱۳۳۰ خلبان اختصاصی شاه شد و پس از ناکامی شاه در کودتای ۲۵ مرداد ۱۳۳۲ خلبانی هواپیمایی را بر عهده داشت که شاه را به بغداد و سپس به ایتالیا رساند.

دختر او از موارد مهم اختلاف خانوادگی او و فاطمه پهلوی همسر دوم او به‌شمار می‌رفت. وی در ۱۳۳۶ و در یک سانحه هوایی همسر اول خود را از دست داد. چندی بعد، او به فاطمه پهلوی پیشنهاد ازدواج داد. این پیشنهاد ازدواج مورد موافقت شاه قرار گرفت. ازدواج وی با فاطمه پهلوی در ۳۰ مرداد ۱۳۳۸ به وقوع پیوست. خاتمی از همسر خود فاطمه پهلوی دارای یک دختر به نام پری و دو پسر به نام‌های کامبیز (زاده ۱۳۴۱) و رامین (زاده ۱۳۴۶) شد. امروزه تمامی فرزندان وی در خارج از ایران سکونت دارند. 

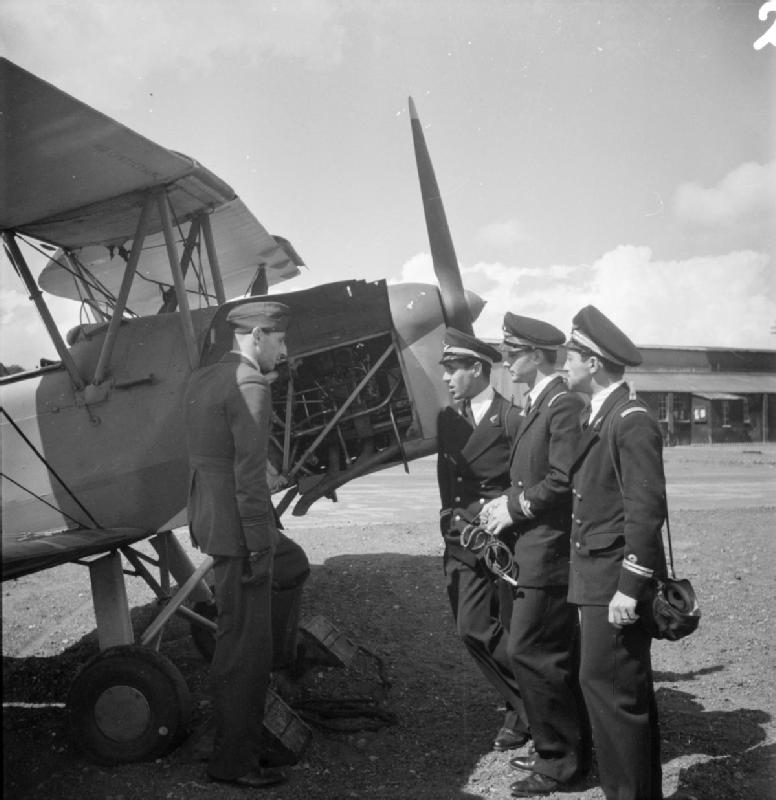
هنگام آموزش در بریتانیا ۱۹۴۴

## فعالیت در نیروی هوایی

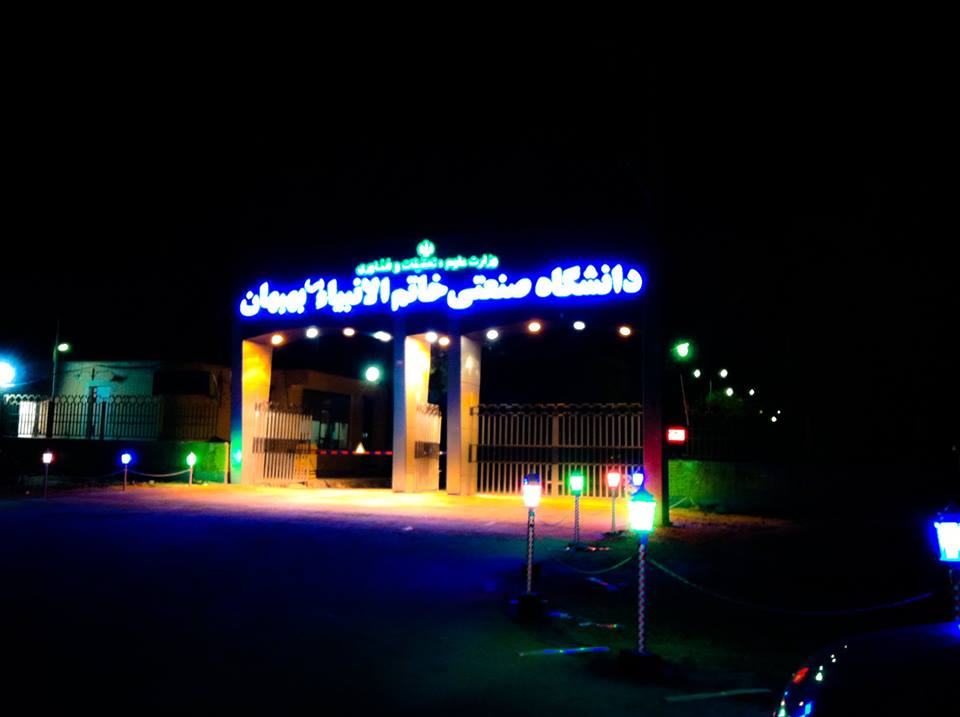
محمد خاتمی در کنار محمدرضا شاه

وی در ۱۳۱۸ وارد اولین دوره رسته هوایی در دانشکده افسری شد و با درجه ستوان دوم هوایی فارغ‌التحصیل گردید. سپس در ۱۳۲۳ برای تکمیل آموزش‌های خلبانی به انگلستان رفت. پس از بازگشت به ایران و در ۱۳۲۵، به دلیل فوت خلبان مخصوص محمدرضا شاه در یک سانحه هوایی، سرگرد خاتمی توسط تیمسار هدایت‌الله گیلانشاه (فرمانده وقت نیروی هوایی) به شاه معرفی شد و خلبان مخصوص او گردید.
وی دوره تکمیلی خلبانی با جت را در انگلستان و آلمان غربی و دوره ستاد هوایی را در ۱۳۳۰ در آمریکا با موفقیت به پایان رساند و به عنوان اولین خلبان جت و یکی از اعضای مؤسس تیم آکروجت تاج طلایی نیروی هوایی ایران شناخته می‌شود. او خلبانی هواپیمایی را که محمدرضا پهلوی در زمان ملی شدن صنعت نفت از ایران خارج شد برعهده داشت. این هواپیما ابتدا به عراق و سپس به ایتالیا رفت. با وقوع کودتای ۲۸ مرداد و بازگشت شاه، وی به درجه سرهنگی ارتقاء یافت و فرمانده یگان شکاری نیروی هوایی شد.
وی در ابتدا از فرماندهان مورد اعتماد محمدرضا شاه بود. خاتمی در ۱۳۳۷ با فرمان شاه به فرماندهی نیروی هوایی شاهنشاهی ایران منصوب گردید. خاتمی در زمان جانشینی هدایت‌الله گیلانشاه دارای درجه سرتیپی بود. وی یک سال بعد درجه سرلشگری را دریافت نمود و در ۱۳۴۷ به درجه سپهبدی و در ۱۳۵۰ به درجه ارتشبدی ارتقاء یافت.
| ترتیب اخذ درجه | سال  | سن |
| -------------- | ---- | -- |
| ستوان دوم      | ۱۳۲۰ | ۲۳ |
| ستوان یکم      | ۱۳۲۲ | ۲۵ |
| سروان          | ۱۳۲۴ | ۲۷ |
| سرگرد          | ۱۳۲۵ | ۲۸ |
| سرهنگ دوم      | ۱۳۳۰ | ۳۳ |
| سرهنگ          | ۱۳۳۲ | ۳۵ |
| سرتیپ          | ۱۳۳۷ | ۴۰ |
| سرلشکر         | ۱۳۳۸ | ۴۱ |
| سپهبد          | ۱۳۴۴ | ۴۷ |
| ارتشبد         | ۱۳۴۷ | ۵۰ |

## فعالیتهای تجاری
ارتشبد خاتمی علاوه بر فعالیت نظامی در بخش‌های اقتصادی، تجاری و کشاورزی نیز فعال بوده و از سهامداران عمده شرکت‌های بورت، شرکت سی آر سی، سیمان شمال، سیمان فارس، بانک اعتبارات، بانک عمران و کارخانه قند کرج به‌شمار می‌رفت.
ابوالفتح محوی در مصاحبه با تاریخ شفاهی دانشگاه هاروارد دربارهٔ خاتم بیان می‌دارد که خاتمی در برخی از شرکتهای که متعلق به او بوده مانند ارتاکسی سرمایه‌گذاری کرده بوده و سهام این شرکت‌ها به نام شوهر خواهر ارتشبد خاتمی بود. محوی مبلغ سرمایه‌گذاری خاتمی را نزد خودش و شرکت های تابعه اش  ۲۰ میلیون دلار اعلام می‌کند. که مدتی قبل از درگذشت او مقداری را به ریال  به او و بقیه پس از مرگش به همسرش فاطمه پهلوی بازپرداخت کرد. 

## دوران ورزشی باشگاهی و ملی
خاتمی سابقه حضور به عنوان هافبک میانی در تیم‌های فوتبال سرباز و تاج و همچنین تیم ملی ایران را دارد. وی بازیکن تیم سرباز بود و توانست به همراه این تیم قهرمان جام باشگاه‌های تهران در سال ۱۳۲۵ شود. در پی انحلال تیم سرباز در ۱۳۲۸ به تیم تاج تهران پیوست و تا پایان بازی‌گری‌اش در ۱۳۳۱ در این تیم ماند و توانست همراه با تیم تاج ۲ بار به قهرمانی جام باشگاه‌های تهران در فصل ۱۳۲۸ و ۱۳۳۱ برسد. خاتمی در تیم ملی در سال‌های ۱۳۲۶ تا ۱۳۲۹ ۴ بازی انجام داد و توانست یک گل نیز به ثمر برساند.

## نحوه درگذشت
وی در ۲۱ شهریور ۱۳۵۴ هنگام یک پرواز تفریحی با کایت، در منطقهٔ تفریحی پلاژ دریاچهٔ سد دز شهرستان اندیمشک سقوط کرد و جان سپرد. ارتشبد خاتمی در منتهی الیه جنوب غربی باغ طوطی و در جوار مقبره رضاشاه به خاک سپرده شد. قبر وی چهار سال پس از خاکسپاری وی به دستور خلخالی حاکم شرع دادگاه‌های انقلاب اسلامی ویران شد.
اسدالله علم در خاطرات خود می‌نویسد که هنگامی که پس از فوت ارتشبد خاتمی برای تسلیت به حضور شاه رفته شاه را چندان متأثر از این موضوع نیافته و در روزهای بعد شاه تأکید بر افسرده بودن ارتشبد خاتمی و خودکشی وی داشت که موجب تعجب علم گردید. شاه اظهار می‌کند به او گزارش رسیده که وی در هنگام پرواز با کایت خودش بالها را جدا کرده و به پایین پریده است.

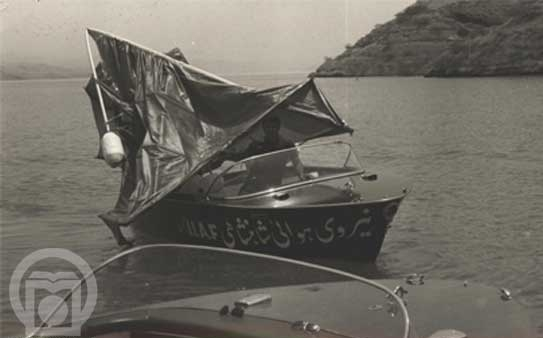
لاشه کایت محمد خاتمی

علم می‌گوید در روزهای بعد شاه دربارهٔ ارتشبد خاتمی مطالب گوناگون بسیار محرمانه ای را افشا کرد که وی هرگز در موقعیتی نخواهد بود که آنها را برملا سازد. ویراستار در پاورقی آورده است «ظاهراً در اواخر دهه ۱۹۶۰ دولت آمریکا نقشه اضطراری را در صورت مرگ ناگهانی شاه طرح کرد. قرار بود در طول دوره مذکور نقش مهمی توسط ارتشبد خاتمی ایفا شود. احتمالاً شاه از آن باخبر شد و سو ظنش علیه خاتمی تحریک گردید.»
بر اساس مصاحبه محمد باهری در تاریخ شفاهی ایران در دانشگاه هاروارد او احتمال مرگ مشکوک را رد می‌کند و اظهار می‌کند بعد از این واقعه اسدالله علم در تماس تلفنی به او می‌گوید: «شاه یک خدمتگزار صمیمی و صدیق را از دست داد.»
پس از فوت ارتشبد خاتمی شاه ثروت وی را صد میلیون دلار برآورد می‌کند و دستور بررسی اموال و در صورتی که شواهد خلافکاری به دست آید مصادره اموال او را صادر می‌کند.
ابوالفتح محوی بر این عقیده بود که 
 آن طنابی که به بادبادک مصطلح به KITE وصل بوده، قبلاً آغشته به مواد شیمیایی شده بود و با یک فشار مختصر پاره شده و آن را نباید یک سانحۀ طبیعی قلمداد کرد.
شاپور آذربرزین معاون عملیات وقت نیروی هوایی در مصاحبه با حسین دهباشی بیان می‌دارد که پس از مرگ خاتمی، از طرف محمدرضا شاه مامور به بررسی این حادثه گردید. وی برای این کار از طراح کایت خواست به ایران سفر کند و در مورد این حادثه نظر دهد. طراح کایت اعلام می‌کند که به خاتمی هشدار داده بوده که این کایت جدید با نمونه قبلی متفاوت بوده و تا زمان آمدن طراح کایت به ایران خاتمی نمی‌بایست با آن پرواز کند. پس از بررسی‌های انجام شده، آذربرزین به این نتیجه می‌رسد که سانحه کایت سواری به خاطر اشتباه خاتم در هدایت کایت به سمت صخره‌ها (به جای رفتن به سمت دریاچه)، به کارگیری قایقران غیر متخصص، و خطای ناوبری  هنگام پرواز رخ داده و مورد مشکوکی در آن وجود ندارد. آذربرزین اما اشاره می‌کند که خاتم در آن روزها فکرش درگیر بوده و چند روز قبل از مرگ به خود آذربرزین گفته بوده که ممکن است مجبور به تحویل این سمت به فرد دیگری بشود و از طرف شاه به عنوان سفیر یک کشور دوردست منتسب گردد.